# Florian Dörstelmann
Florian Dörstelmann (* 2. Mai 1967 in Freiburg im Breisgau) ist ein deutscher Politiker der SPD. Er ist seit November 2023 erneut Mitglied des Abgeordnetenhauses von Berlin, dem er bereits in den Jahren 2010 bis 2011 und von 2016 bis Februar 2023 angehörte.
Florian Dörstelmann ist Mitglied der SPD Charlottenburg-Wilmersdorf. Am 1. August 2010 rückte er für Stefanie Winde in das Abgeordnetenhaus nach, dem er bis zum Ablauf der Legislaturperiode 2011 angehörte.
Bei der Wahl zum Abgeordnetenhaus von Berlin 2016 wurde er als Direktkandidat der SPD über den Wahlkreis 47 (Charlottenburg-Wilmersdorf 7) in das Abgeordnetenhaus gewählt. Das Direktmandat gewann er mit 27,4 % der Erststimmen. Bei der Wahl zum Abgeordnetenhaus von Berlin 2021 konnte er erneut ein Mandat im Abgeordnetenhaus erlangen. Nach der Wiederholungswahl 2023 schied er zunächst wieder aus dem Parlament aus. Am 7. November 2023 rückte er jedoch für Franziska Becker wieder ins Abgeordnetenhaus nach.